# آتاری گیمز

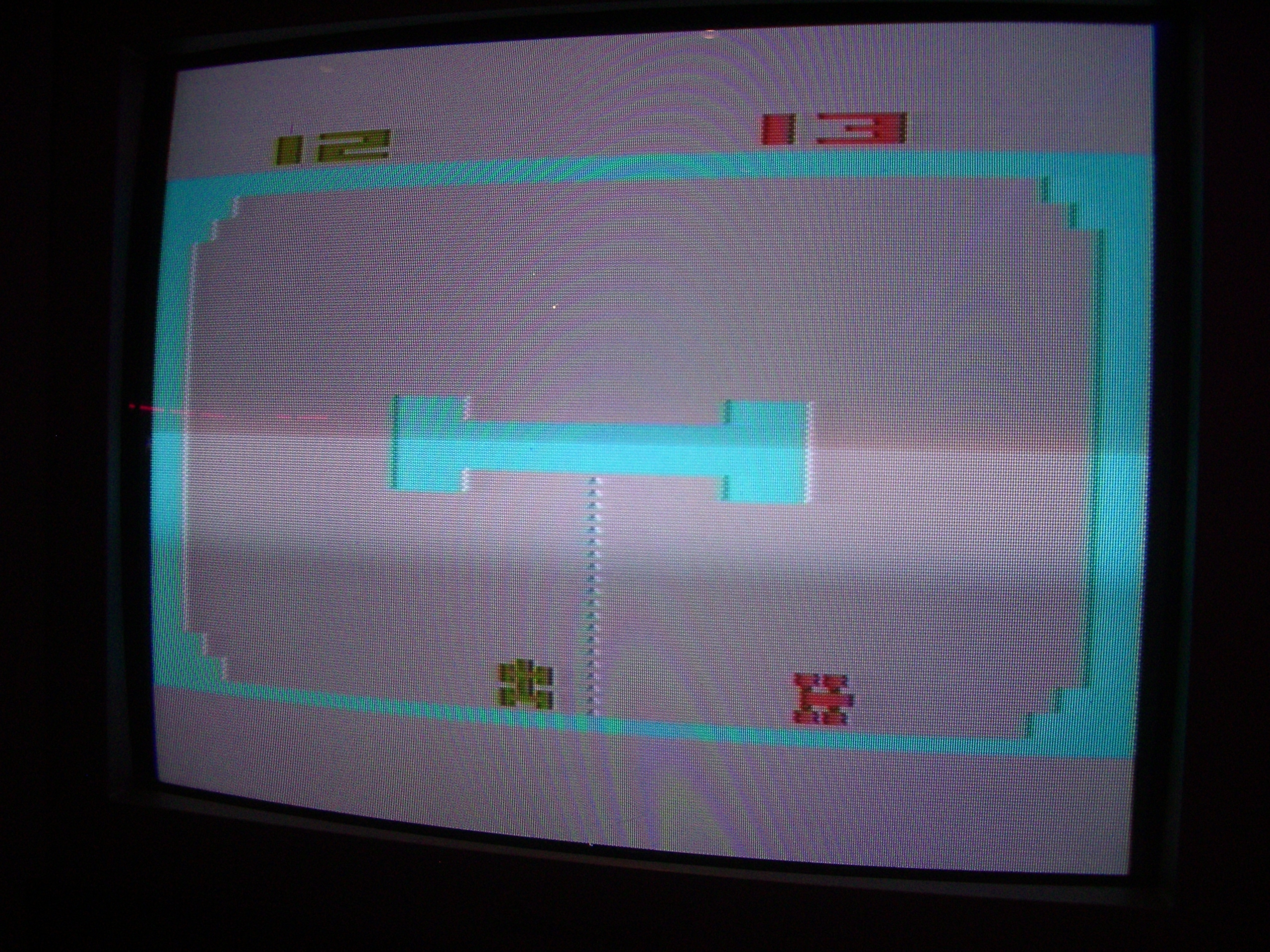
بازیکن در حال بازی اتاری است سال۱۳۸۶

آتاری گیمز (انگلیسی: Atari Games) شرکت بازی ویدئویی آمریکایی است، که در سال ۱۹۸۴ تأسیس شد.